# Allan Eriksson (författare)
Allan Eriksson, född 4 maj 1916 i Göteborg, död 19 april 1963 i Huddinge, var en svensk författare och översättare.
Eriksson växte upp i en arbetarmiljö. Han romandebuterade 1942 med Grönska min gränd! som 1947 översattes till danska. Han gav ut sex romaner och en pjäs 1942–1954. Hans sista roman Farväl till paradiset (1954) filmatiserades 1963 som Adam och Eva i regi av Åke Falck. Eriksson översatte 1945 Hans Scherfigs roman Den försvunne ämbetsmannen till svenska. Flera av Erikssons romaner utkom i nyutgåvor under 1970- och 1980-talen.